# Fredrik Lycke
Thomas Fredrik Lycke,, under en period af Sandeberg Lycke, född 21 september 1971 i Brännkyrka församling, är en svensk musikalartist och skådespelare.

## Biografi
Fredrik Lycke utexaminerades från Teaterhögskolan i Göteborg 1996.
Han har medverkat i en rad musikaler och gjort röster till olika animerade filmer. Under hösten 2009 sågs han i TV-serien För alla åldrar rollen som Frisören.
Lycke gifte sig den 28 juli 2013 med skådespelerskan Helena af Sandeberg, och 21 januari 2014 fick paret en dotter. De skilde sig 2017.
Även hans bror Alexander Lycke är skådespelare.

## Teater

### Roller (ej komplett)
| År        | Roll                                           | Produktion                                                                    | Regi                             | Teater                                      |
| --------- | ---------------------------------------------- | ----------------------------------------------------------------------------- | -------------------------------- | ------------------------------------------- |
| 1997      | Henrik Egerman                                 | Sommarnattens leende (A Little Night Music) Stephen Sondheim och Hugh Wheeler | Benny Fredriksson                | Riksteatern                                 |
| 2001      | Vargen Askungens prins                         | Into the Woods Stephen Sondheim och James Lapine                              | Sven-Åke Gustavsson              | Norrlandsoperan/ Profilteatern              |
| 2002      | Advokaten                                      | Godspell Stephen Schwartz och John-Michael Trebelak                           | Ronny Danielsson                 | Parkteatern                                 |
| 2002      | Irving Thalberg                                | Garbo The Musical Michael Reed, Jim Steinman och Warner Brown                 | Scott Faris                      | Oscarsteatern                               |
| 2003      |                                                | De små sakerna man gör tillsammans                                            |                                  | Oscarsteatern                               |
| 2005      | Löjtnant Joseph Cable                          | South Pacific Richard Rodgers och Oscar Hammerstein                           | Åsa Melldahl                     | Malmö Opera                                 |
| 2006      | Frank 'N Furter                                | The Rocky Horror Show Richard O'Brien                                         | Rikard Bergqvist                 | Göteborgsoperan                             |
| 2007      | Nicky, Trekkie Monster, Dåliga idéer-björnarna | Avenue Q                                                                      |                                  | Maximteatern                                |
| 2007      | Henry Higgins                                  | My Fair Lady Frederick Loewe och Alan Jay Lerner                              | Rikard Bergqvist                 | Göteborgsoperan                             |
| 2008      | Danilo                                         | Glada änkan (Die lustige Witwe) Franz Lehár, Victor Léon och Leo Stein        | Suzanne Osten                    | Folkoperan                                  |
| 2011      | Berger                                         | Hair Gerome Ragni, James Rado och Galt MacDermot                              | Ronny Danielsson                 | Stockholms stadsteater                      |
| 2011      | Kören                                          | Orestien (Ὀρέστεια) Ted Hughes                                                | Tobias Theorell                  | Stockholms stadsteater                      |
| 2014      | Amos Hart                                      | Chicago John Kander, Fred Ebb och Bob Fosse                                   | Roine Söderlundh                 | Kulturhuset Stadsteatern                    |
| 2015      | Albin/Zaza                                     | La Cage Aux Folles                                                            |                                  | Uppsala stadsteater                         |
| 2016      | Jan Lindeman                                   | Donna Juanita                                                                 | Johanna Garpe                    | Kulturhuset Stadsteatern                    |
| 2017      | Riddar Kato                                    | Mio min Mio Astrid Lindgren                                                   | Sofia Jupither                   | Kulturhuset Stadsteatern                    |
| 2017      | Semjon                                         | Dumma jävla mås (Stupid Fucking Bird) Aaron Posner                            | Frida Röhl                       | Kulturhuset Stadsteatern                    |
| 2017      | Bruce Bechdel                                  | Fun Home Lisa Kron och Jeanine Tesori                                         | Carolina Frände                  | Kulturhuset Stadsteatern                    |
| 2018      |                                                | Ilya Lars Rudolfsson                                                          | Lars Rudolfsson                  | Kulturhuset Stadsteatern                    |
| 2019      | Nino Sarratore                                 | Min fantastiska väninna (L'amica geniale) Elena Ferrante                      | Maria Sid                        | Kulturhuset Stadsteatern/ Årsta Folkets hus |
| 2019      |                                                | Tolvskillingsoperan (Die Dreigroschenoper) Bertolt Brecht och Kurt Weill      | Mellika Melouani Melani          | Kulturhuset Stadsteatern/ Folkoperan        |
| 2021      | Robert Karl-Oskar Broberg                      | Roberts Broberg- och dalbana Jonna Nordenskiöld                               | Jonna Nordenskiöld               | Kulturhuset Stadsteatern                    |
| 2022      | Reinhold Bonnier                               | Bara Astrid Irena Kraus                                                       | Malin Stenberg                   | Kulturhuset Stadsteatern                    |
| 2023-2024 | Axel Flogfält                                  | Änglagård (musikal)                                                           | Edward af Sillén och Daniel Réhn | Oscarsteatern                               |

## Film (i urval)
- 1997 - Herkules (Sångröst på Tyska)
- 2003 - Fullt hus (röst till Hank)
- 2004 - Barbie som Prinsessan och Tiggarflickan (röst till Dominick)
- 2004 - Gustaf (röst till Nermal)
- 2004 - Bionicle 2: Legends of Metru Nui (röst till Matau)
- 2005 - Bionicle 3: Web of Shadows (röst till Matau)
- 2006 - Bortspolad (röst till Le Quack)
- 2016 - Vaiana

## TV (i urval)
- 31 juli 2007 - Allsång på Skansen
- Hösten 2007 - Sing-A-Long (tillsammans med Kikki Danielsson)
- Hösten 2009 - För alla åldrar (Frisören och "Tomten")
- Våren  2011 - För alla åldrar (Kyparen)
- 2017 – Jordskott (TV-serie)
- 2020 – Tsunami (TV-serie)